# Marjolein Koopman-Krijt
Marjolein Koopman-Krijt (29 juni 1944) is een Nederlandse stedenbouwkundige en voormalig politica. Ze is lid van de Partij van de Arbeid (PvdA).
Koopman-Krijt studeerde stedenbouw alsook technische bestuurskunde aan de Technische Universiteit Delft en was als stedenbouwkundige werkzaam bij de gemeente Alphen aan den Rijn.
Medio 1996 werd ze burgemeester van Obdam maar gaf dit ambt eind 1997 op omdat ze met de andere collegeleden en de gemeenteraad in conflict was gekomen. Omdat Koopman-Krijt zelf haar ontslag had genomen, had ze geen recht op wachtgeld maar kreeg wel een financiële tegemoetkoming.
Destijds was zij ook lid van de Provinciale Staten van Noord-Holland.